# Cry Havoc
Cry Havoc ist ein taktisches Konfliktsimulationsspiel, das Kämpfe „Mann gegen Mann“ im Mittelalter simuliert. Das Spiel hat an den Maßstäben des Genres gemessen relativ einfache Regeln und lässt daher auch kurze Spiele von unter einer Stunde zu, auch wenn die meisten Spiele erheblich länger dauern. Es war das erste Spiel in einer ganzen Serie von Spielen, die auf denselben oder zumindest sehr ähnlichen Grundregeln beruhen und das Thema „Kampf im Mittelalter“ immer wieder variierten. Der Name „Cry Havoc“ (englisch, Cry = Schrei/schreien, Havoc = Chaos/Verwüstung) soll in England im Mittelalter als Kriegsschrei so viel wie „Keine Gefangenen“ bedeutet haben und kommt in Shakespeares Drama Julius Caesar vor.
Cry Havoc erschien 1981 bei dem kleinen, englischen Spieleverlag Standard Games and Publication Ltd. Es wurde 1984 mit einigen kleineren Regelglättungen ins Französische übersetzt und von Jeux Rexton, dem späteren Eurogames veröffentlicht. Den in Deutschland vertriebenen (englischen) Exemplaren wurde eine mit der Maschine geschriebene und fotokopierte Übersetzung der Regeln beigelegt. Obwohl Cry Havoc und die nachfolgenden Spiele seit vielen Jahren nur noch gebraucht und in Restexemplaren erhältlich sind, haben sie bis heute eine engagierte Fangemeinde. Diese hat zahlreiche inoffizielle Ergänzungen herausgebracht (Karten, Szenarien, Figuren), die in ihrer Qualität den Originalen teilweise nicht nachstehen und kostenlos über das Internet verfügbar sind. Inzwischen wird das Spiel auch häufig als Play by eMail gespielt.

## Spielmaterial
Dem Spiel liegen zwei Spielpläne im Format DIN A2 bei, von denen einer ein kleines Dorf und der andere eine Wegkreuzung zeigt. Die Pläne sind mit einem Sechseckraster überzogen (der Durchmesser eines Feldes entspricht 2 m) und können entweder einzeln oder aneinandergelegt als größere Spielfläche verwendet werden. Als Spielfiguren dienen beidseitig bedruckte Pappplättchen (Counter), die einzelne Kampfteilnehmer darstellen. Die vorhandenen Figuren sind Ritter, Sergeanten, Hellebardiere, Speerkämpfer, Armbrustschützen, Kurzbogenschützen sowie verschiedene Zivilisten und sechs Maultiere. Ungewöhnlich ist, dass jede Figur einen eigenen Namen aufgedruckt hat und dass keine zwei Figuren sich genau gleichen. Zu jeder Figur gehören zwei Counter, sodass jede Figur in vier verschiedenen Zuständen dargestellt werden kann. Außer dem normalen, gesunden Zustand sind dies „verwundet“, „betäubt“ und „tot“. Bei Figuren, die auch beritten sein können, kommen noch einmal zwei Counter dazu, die den gesunden und verwundeten Reiter sowie das frei laufende und das tote Pferd zeigen. Die auf den Countern aufgedruckten Spielwerte (Angriff, Verteidigung und Bewegung) hängen vom jeweiligen Gesundheitszustand ab. Für jeden Spieler wird noch ein zehnseitiger Würfel benötigt.

## Szenarien
Neben dem eigentlichen Regelheft und einem kleinen Heft mit historischen Hintergrundinformationen ist das Herzstück des Spiels ein Heft mit verschiedenen Szenarien. In jedem Szenario wird kurz eine Ausgangssituation beschrieben, die von einer Prügelei zwischen Bauern über den Überfall von Banditen auf eine Karawane bis zu einem größeren Scharmützel am Rande einer Schlacht reichen. Es wird definiert, welche Karte benötigt wird und welche Figuren zu welcher Partei gehören. Schließlich werden noch die Startaufstellung und gegebenenfalls besondere Siegbedingungen festgelegt. Die sieben Szenarien im Heft sind für jeweils zwei Spieler ausgelegt, einige lassen sich aber auch mit mehreren Spielern spielen.
Das offene Konzept der Szenarien führt zu einem hohen Wiederspielwert und gehört sicher zu den Gründen für den lang anhaltenden Erfolg des Spiels. Man kann sich relativ leicht selbst neue Szenarien ausdenken, die zu völlig veränderten Spielsituationen führen. Im Internet gibt es inzwischen auch eine Vielzahl von fertigen Szenarien.

## Die weiteren Spiele der Serie
Ebenso wie Cry Havoc wurden alle folgenden Spiele mit mehr oder weniger großen Regeländerungen ins Französische übersetzt. Die Ausstattung ist ähnlich der von Cry Havoc mit zwei Karten, zahlreichen Countern, sowie Regel- und Szenarioheften. Die Jahreszahl in Klammern gibt das Erscheinungsjahr der englischen Originalausgabe an.
- Siege (1983) erweiterte das Spiel um Belagerungen von Burgen inklusive Belagerungsmaschinen.
- Samurai Blades (1984) ist eine Übertragung auf das feudale Japan mit Samurais, Ninja usw.
- Outremer (1985) spielt vor dem Hintergrund der Kreuzzüge und enthält unter anderem Kreuzritter, Sarazenen und Beduinen. Das Spiel unterscheidet sich insoweit von allen anderen Spielen der Serie, als es zusätzlich eine strategische Spielvariante enthält, die mit dem normalen taktischen Spiel kombiniert und zu großen Kampagnen ausgebaut werden kann.
- Dark Blades (1986) ist eine Fantasy-Adaption, unter anderem mit Orks, Trollen, Elfen und Regeln für Zaubersprüche. Die französische Übersetzung wurde stark erweitert und auf zwei Spiele (Dragon Noir 1 und 2) aufgeteilt. Ursprünglich waren sogar vier Spiele geplant. Dark Blades ist das einzige Spiel der Serie, von dem es eine deutsche Ausgabe gegeben hat. Sie wurde 1986 unter dem Namen Lichtbringer von Welt der Spiele herausgegeben.
- Viking Raiders (1987) spielt im 9. bis 10. Jahrhundert vor dem Hintergrund der Konflikte zwischen Wikingern und Angelsachsen. Es werden Regeln für Schiffe und Boote eingeführt.

Außer den genannten vollständigen Spielen brachte Eurogames in Frankreich noch zwei Erweiterungsboxen heraus. Es waren Le Château des Templiers (Die Kreuzritterburg) und La Cité médiévale fortifiée (Die befestigte mittelalterliche Stadt). Beide sind in erster Linie als Ergänzung zu „Siege“ (und bei der Kreuzritterburg für „Outremer“) gedacht, können aber auch mit allen anderen Spielen der Serie verwendet werden. Die Boxen beinhalten jeweils mehrere Karten, die Counter aus „Siege“ (und „Outremer“) und je ein kleines Heft mit Ergänzungsregeln. Sie enthalten aber weder die vollständigen Regeln noch zusätzliche Szenarien, sodass sie nicht ohne eines der anderen Spiele verwendet werden können.